# Mike Hercus
Michael M.M. Hercus (Falls Church, 5 giugno 1979) è un ex rugbista a 15 statunitense, il cui ruolo in carriera era quello di mediano d'apertura; al 2012 è il miglior realizzatore di punti della Nazionale degli Stati Uniti.

## Palmarès
- Challenge Cup: 1
Sale Sharks: 2004-05